# 네미시스 (영화)
네미시스(Nemesis)는 1992년 개봉한 미국의 SF 영화이다.

## 줄거리
서기 2027년 로스엔젤레스. 세계의 정치 경제권이 미국과 일본에 의하여 장악되고, 과학의 발전은 인간과 식별이 거의 불가능한 기계인간의 출현을 가능하게 만든다. 인간보다 우수한 능력을 지닌 인조인간들은 차츰 사회 각층에서 두각을 나타내고 그들의 세력은 날로 커져만 간다. 한편 이에 위협을 느낀 일부 순수인간들은 '헤머헤드'라는 극단적인 테러조직을 만들어 기계인간의 파괴를 일삼는다. 기계와 인간들의 무자비한 폭력과 살상은 점점 심해지고 2천년대 미래의 지구는 혼돈 속에서 급속히 황폐해져간다. 강력범죄 특별수사관 알렉스 레인(Alex: 올리버 그루너 분)은 과거의 부상으로 인해 장기 일부가 인공으로 대체된 반 기계인간이다. 어느날, 생사를 건 반 테러 작전 수행 중 테러리스트에게 당해 만신창이가 된 그의 몸은 더욱 기계화되어 간다. 신체의 기계화에 절망을 느낀 알렉스는 자신을 그렇게 만든 테러리스트에 대한 증오와 경찰에 대한 회의를 품고 뉴아메리카의 바자에 숨어버린다. 1년후. LA 경찰국장 판즈워스(Farnsworth: 팀 토머슨 분)는 자신의 부하이자 알렉스의 옛애인이었던 인조인간 자렛(Jared: 마요리 모나간 분)이 인류의 운명을 바꿔놓을 만한 중요한 비밀 정보를 빼내 헤머헤드 조직에 넘기려는 계획을 막기위해 알렉스에게 복귀명령을 내린다. 알렉스가 복귀를 거부하자 판즈워스는 부하들을 시켜 그에게 중상을 입힌 후, 그의 몸속에 원격조종 시한폭탄과 추적감시용 카메라눈을 장착한 다음 도난 당한 데이타 칩을 쟈렛으로부터 회수하도록 명령한다. 72시간내에 쟈렛을 찾지 않으면 그는 폭발하고 만다. 자포자기 상태에 빠진 알렉스는 쟈렛의 연락책 쥴리안(Julian: 데보라 셜톤 분)을 통해 뜻밖의 사실을 알게 된다. 이미 살해되어 '마인드 컴' 속에 영혼으로 존재하는 쟈렛은 알렉스에게, 판즈워스가 가짜이며 그의 엄청난 음모를 막기위해 '헤머헤드'에 데이타 칩을 전해달라고 부탁한다. 순수 인간을 자처하는 테러리스트도 기계인간도 믿을 수 없는 알렉스는 누가 옳고 누가 그른지 오로지 자신의 본능적인 판단에 의지할 수 밖에 없는 상황. 72시간 후면 그의 몸은 산산조각이 나게 되고, 시간은 시시각각 조여오게 된다

## 출연

### 주연
- 올리비에 그루너
- 팀 토머슨
- 캐리 히로유키 타카와

### 조연
- 멜 케네디
- 유지 오쿠모토
- 마저리 모나한
- 니콜라스 게스트

## 기타
- 미술: E. 콜린 사로